# Marilyn Strathern
Marilyn Strathern (Gales del Norte, 1941) es una catedrática en antropología británica, que se especializó en los habitantes de las Tierras Altas de Papúa Nueva Guinea, y las relaciones y resolución de conflictos que despertó su interés por los estudios de género. Dama Comedadora de la Orden del Imperio Británico (DBE) desde 2001. En 1985, Strathern fue nombrada catedrática de Antropología Social por la Universidad de Mánchester; fue profesora de antropología social William Wyse en la Universidad de Cambridge de 1993 a 2008 y maestra del Girton College de Cambridge de 1998 a 2009.

## Biografía
Nació en el norte de Gales (Reino Unido) el 6 de marzo de 1941. Realizó el grado, máster y doctorado en antropología social en la Universidad de Cambridge. Trabajó con prestigiosos antropólogos como Edmund Leach, Meyer Fortes. Fue profesor visitante en la Universidad de Canberra (Australia) y en la Universidad de California en Berkeley. Entre 1985 y 1993 fue profesor de antropología social en la Universidad de Mánchester y posteriormente en la de Cambridge. Además ha sido Mistress of Girton College desde 1998. En 1993, Strathern ocupó la cátedra William Wyse en Antropología Social en la Universidad de Cambridge (donde en la actualidad es profesora emérita). Entre 1998 y 2009 compaginó la cátedra en Cambridge con la rectoría del Girton College de la misma universidad.
Con su trabajo Strathern contribuyó a los estudios de género y a la antropología feminista, destacando sobre todo su aportación teórica y etnográfica sobre la población de Melanesia y el Pacífico. Durante su vinculación con la Universidad de Mánchester y, especialmente, con la de Cambridge (hasta 2004), y a través de sus estancias como profesora invitada en Estados Unidos, Australia y Europa, ha sido mentora de una generación de antropólogos y antropólogas jóvenes que han realizado su trabajo en el Pacífico.
Tiene diez doctorados honoris causa por las universidades de Edimburgo, Copenhague, Oxford, Helsinki, Panteion de Atenas, Durham, Papúa Nueva Guinea, Universidad de Queens, Universidad de Belfast y Universidad de Yale. En 2001 recibió el título de Dama Comedadora de la Orden del Imperio Británico (DBE).

## Obras
- Self-Decoration in Mount Hagen (1971)
- Women in Between (1972)
- No Money on Our Skins: Hagen Migrants in Port Moresby (1975)[7]
- Kinship at the Core: an Anthropology of Elmdon, Essex (1981)[8]
- The Gender of the Gift: Problems with Women and Problems with Society in Melanesia (1988)[9]
- Partial connections. Savage, Maryland: Rowman and Littlefield (1991). Re-issued by AltaMira Press, Walnut Creek, CA. (2004)
- After Nature: English Kinship in the Late Twentieth Century (1992)[10]
- Property, substance and effect. Anthropological essays on persons and things. London: Athlone Press (1999) Collected essays, 1992-98[11]
- Commons and borderlands: working papers on interdisciplinarity, accountability and the flow of knowledge (2004)[12]
- (ed. with Eric Hirsch) Transactions and creations: property debates and the stimulus of Melanesia, Oxford: Berghahn.
- (ed) Audit Cultures. Anthropological studies in accountability, ethics and the academy. (2000) London: Routledge.
- Kinship, law and the unexpected: Relatives are often a surprise. Cambridge: Cambridge University Press (2005)[13]

## Premios y reconocimientos
- Miembro de la Academia Británica en 1987
- Dama Comendadora de la Orden del Imperio Británico en 2001
- Medalla Rivers Memorial del Royal Anthropological Institute en 1976
- Medalla Viking Fund de la Fundación Wenner-Gren para la Investigación Antropológica en 2003
- Medalla Memorial Huxley en 2004
- Medalla del 30.º Aniversario de la Independencia de Papúa Nueva Guinea en 2005.
- Doctor honoris causa en la Universidad del País Vasco en 2011[14]
- Premio Balzan en Antropología Social de la Fundación Internacional Balzan en 2018.
- Honorary Fellow en la Association for Social Anthropology in Oceania (ASAO)